# Panombean Baru
Panombean Baru is een bestuurslaag in het regentschap Simalungun van de provincie Noord-Sumatra, Indonesië. Panombean Baru telt 1677 inwoners (volkstelling 2010).